# Bird’s Nest – Herzog & de Meuron in China
Bird’s Nest – Herzog & de Meuron in China ist ein Dokumentarfilm der Regisseure Christoph Schaub und Michael Schindhelm aus dem Jahr 2008. Der Film begleitet verschiedene Projekte der Basler Architekten Jacques Herzog und Pierre de Meuron in China, der Bau des Nationalstadions für die Olympischen Sommerspiele 2008 in Peking und die Konzeptionierung eines Stadtteils in Jinhua.

## Handlung
Die Dokumentation berichtet über Gesellschaft, Kultur und Alltagsleben in China. Zum einen beobachtet der Film den Bau des Stadions und zeigt, wie das Projekt entstand. Zum anderen steht ein Stadtteil für über 300'000 Menschen in der 3-Millionen-Stadt Jinhua im Fokus. Der Blick wird auf die Methode des kontextuellen Bauens geworfen. Ebenso findet die chinesische Seite Platz sowie deren Absichten, Hoffnungen und Strategien.

## Die Protagonisten
- Jacques Herzog – Architekt
- Pierre de Meuron – Architekt
- Ai Weiwei – Konzeptkünstler, Kurator, Architekt und Publizist
- Dr. Uli Sigg – Schweizer Botschafter in Peking 1995–1998, „kultureller Übersetzer“
- Dr. Yu Qiu Rong – Bauvorsteher der Stadtregierung von Jinhua
- Li Xinggang – Architekt
- Stefan Marbach – Partner bei Herzog & de Meuron
- Li Aiqing – wichtigster politischer Ansprechpartner für Herzog & de Meuron
- Prof. Zhi Yin – Professor am Urban Planning & Design Institute Universität Tsinghua, Peking
- Fang Hangting – Dorfbewohner nahe Jinhua

## Kritiken
„Wie niemand sonst hatten Schaub und Schindhelm die Möglichkeit, das Entstehen dieses Bauwerks zu dokumentieren. Seiner Ideen und Grenzen nachzuspüren. Damit sind sie Chronisten nicht nur der Baugeschichte, sondern auch Drehbuchautoren einer Zäsur.“

„Der Film entspricht in seinem vernetzten Aufbau der Architektur seines Hauptdarstellers. Schaub und Schindhelm verweben die Bilder des gebauten und belebten Peking mit Bildern der architektonischen Vision, mit den Modellen, und mit den Aufnahmen der wachsenden Baustelle (…) Und exakt an diesen Punkten legen die Filmemacher einerseits die Spannungen und Querkräfte frei, die zwischen Europäern und Chinesen laufen, und andererseits die Drehmomente, die Projekte so schnell zum Kippen bringen könne, und von denen die der Architektkur- und Bauwelt Fernstehenden so gar keine Ahnung haben.“